# Piotr Madeja
Piotr Paweł Madeja (ur. 9 czerwca 1946 w Bytomiu, zm. 18 sierpnia 2024 w Siemianowicach Śląskich) – polski samorządowiec, urzędnik i inżynier elektryk, w latach 1990–1994 prezydent Siemianowic Śląskich.

## Życiorys
Z wykształcenia inżynier elektryk. Pracował kolejno w: ZPBE „Energopomiar” w Gliwicach (1965–1967), Zakładach Konstrukcyjno-Mechanizacyjnych PW tamże (1967–1974) i firmie „KOMAG” (1974–1980) oraz Głównym Biurze Studiów i Projektów Górniczych w Katowicach (1980–1990). W kadencji 1990–1994 zajmował stanowisko prezydenta Siemianowic Śląskich. Następnie od 1995 do 1999 zatrudniony w Elektrowni Chorzów. Od 1999 powrócił do pracy w siemianowickim urzędzie miejskim. W 2002 kandydował na prezydenta z ramienia lokalnego komitetu, zajmując 5 miejsce na 8 kandydatów. Przez kilka lat (do 2015) zajmował stanowisko sekretarza miasta.
Założyciel Siemianowickiego Ruchu Samorządowego. Z jego inicjatywy po reformie administracyjnej z 1999 Siemianowice Śląskie zostały miastem na prawach powiatu, a nie częścią powiatu bytomskiego. Grał także w Siemianowickim Zespole Pracowników Administracji Samorządowej „SZPAS”.